# Clara Katharina Pollaczek
Clara Katharina Pollaczek, także Clara Pollaczek, Klara Katharina Pollaczek, Clara Loeb (ur. 15 stycznia 1875 w Wiedniu, zm. 22 lipca 1951 w Döbling) – austriacka pisarka, poetka, dramatopisarka i tłumaczka. Tworzyła pod pseudonimem „Bob” lub „Bob Béol”. W latach 1923–1931 towarzyszka życia Arthura Schnitzlera.

## Życiorys
Clara urodziła się w zamożnej wiedeńskiej rodzinie zsekularyzowanych Żydów. Jej ojcem był bankier Louis Loeb/Löb (1843–1928), miała dwóch braci – Alfreda i Otto – oraz siostrę Annę. Pseudonimów „Bob” lub „Bob Béol” zaczęła używać po ukończeniu 18. roku życia. W kwietniu 1897 r. w czasopiśmie „Neue Deutsche Zeitschrift” ukazała się sztuka jej autorstwa pt. Szkice z życia dziewczyny (niem. Mimi. Schattenbilder aus einem Mädchenleben”), z przedmową Hugo von Hofmannsthala. Utwór odniósł sukces, ale budził też zgorszenie i zakazano publikacji go w formie książkowej.
10 maja 1898 r., w synagodze Stadttempel, Clara poślubiła Otto Pollaczka, właściciela największej hurtowni wyrobów skórzanych w monarchii habsburskiej. Małżeństwo miało dwóch synów Hermanna i Karla Friedricha (Clara urodziła ich odpowiednio w 1899 r. i w 1902 r.). Otto zdradzał żonę, a jego biznes upadł w 1907 r. Rok później, 17 kwietnia 1908 r., mąż Clary popełnił samobójstwo. Wdowa pozostała w bardzo złej sytuacji finansowej, która pogorszyła się w czasie I wojny światowej. Clara wyprowadziła się z dziećmi z dotąd zamieszkiwanego domu w dzielnicy Leopoldstadt, sprzedała biżuterię, następnie musiała także opuścić dom rodziców, do którego wprowadziła się w 1918 r. po śmierci matki. Zanim wprowadziła się do małego mieszkania w osiemnastej dzielnicy, pomieszkiwała w hotelu.
W 1924 roku powróciła do pisania, by utrzymać rodzinę, pracowała także jako tłumaczka. W latach 20. i 30. XX wieku publikowała wiersze, opowiadania i nowele w prestiżowym magazynie Die Presse, wydała także kilka powieści. Zdobyła wierne grono czytelników.

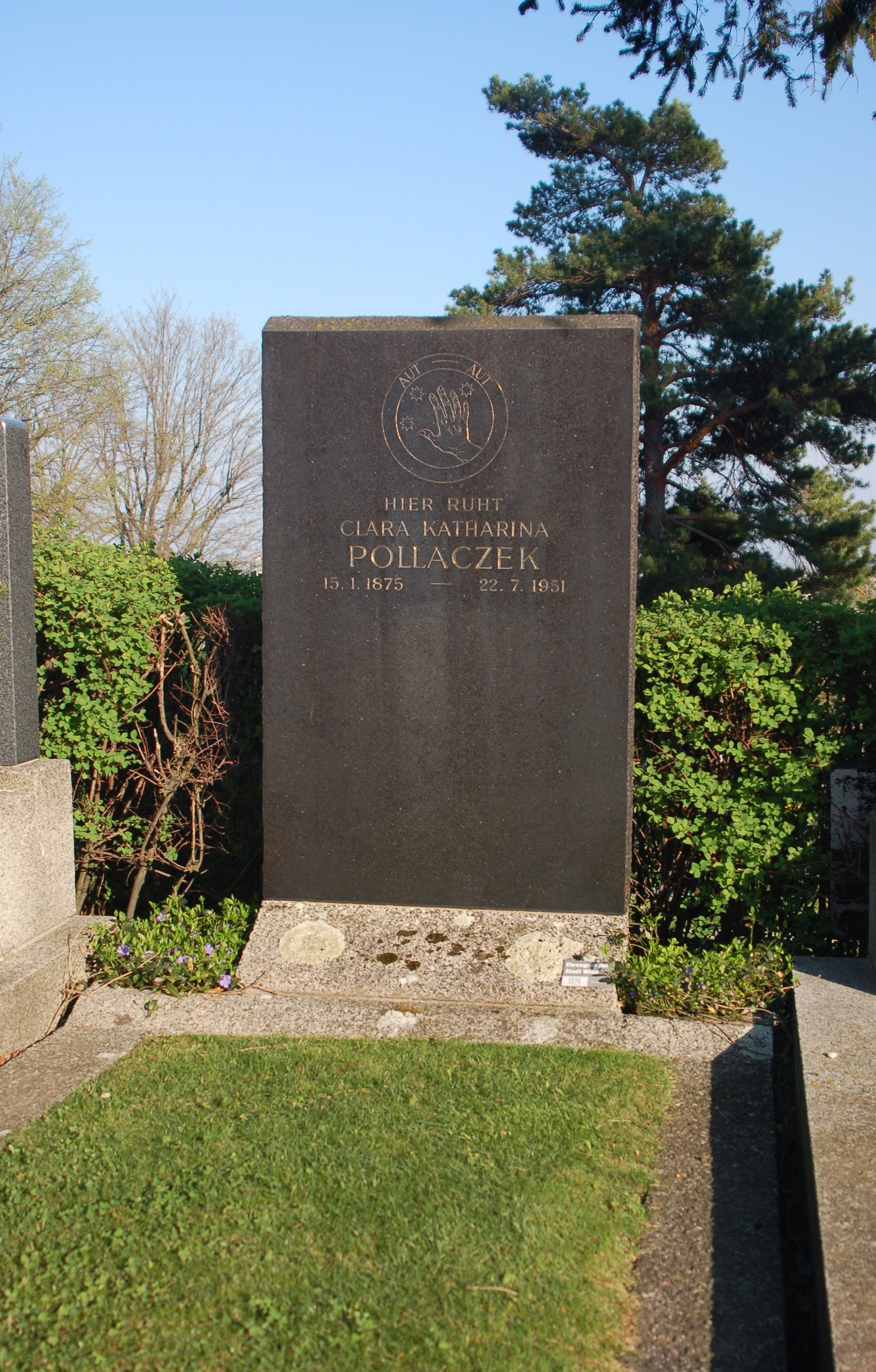
Grób Clary Kathariny Pollaczek na wiedeńskim cmentarzu Sieveringer

W 1938 roku, uciekając przed antysemickimi prześladowaniami, używając swojego czechosłowackiego paszportu przeniosła się na jakiś czas do Pragi. W 1939 przebywała w Szwajcarii u znajomych, gdy wybuchła kolejna wojna. Korzystając ze wsparcia na miejscu, pozostała w tym kraju do 1945 r. W tym okresie przeszła na katolicyzm. Od 1945 r. przez jakiś czas mieszkała u syna w Anglii, a w 1948 z pomocą brata, Otto Loeba, wróciła do Wiednia. Na miejscu nie zdołała odtworzyć dawnych kontaktów, wrócić do kariery pisarskiej. Zmarła 22 lipca 1951 r. po długiej chorobie nowotworowej. Jej odejście odnotowało Die Presse, a 26 lipca 1951 została pochowana na wiedeńskim cmentarzu Sieveringer.

## Arthur Schnitzler
Clara poznała Arthura Schnitzlera jeszcze przed swoim ślubem z Otto Pollaczkiem: spotykali się na wydarzeniach rodzinnych, korespondowali ze sobą do 1898 roku Następnie, po śmierci męża, Clara spotykała się z różnymi mężczyznami, w tym także z Arthurem, ale dopiero po rozwodzie pisarza z Olgą Gussmann w 1921 r., spotkania te przybrały regularną formę np. w postaci wizyt w teatrach, chodzenia na koncerty, do kina, udawania się na wspólne podróże. Clara miała 48 lat, a Arthur 61, gdy podjęli decyzję o zostaniu partnerami życiowymi: między 1923 r. a 1931 r. byli parą, jednak nie mieszkali razem. Clara nie chciała wsparcia finansowego od Schniztlera; ten w 1924 r. podarował jej na święta Bożego Narodzenia maszynę do pisania, by mogła samodzielnie zarabiać na życie. Czytał jej wszystkie dzieła, a ona również stała się uważną krytyczką jego prac.
Arthur miewał liczne romanse, będąc w związku z Clarą, utrzymywał też regularny kontakt ze swoją byłą żoną oraz swoją córką, Lili. Clarze ciążyła niska częstotliwość pokazywania się z Arthurem „na salonach” i brak szerokiego rozpoznawania jej jako oficjalnej kochanki artysty. Miewali rozliczne kłótnie, które opisywali w swoich pamiętnikach (np. sytuację, gdy Clara Pollaczek ogłosiła, że jest antysemitką). Jednak żadna ze stron nie zdecydowała o zakończeniu relacji, którą podtrzymywali chodząc m.in. bardzo często do kina (według zapisków w pamiętnikach było to ponad 500 wizyt w latach 1923–1931) i wspólnie słuchając radia.

...nadal upiera się, że mnie chce i nie może puścić. Chce wolności, chce być sam, a potem znowu chce być ze mną, a ja gdzieś na świecie powinnam zawsze być dla niego pod ręką i nikt nie jest dla niego tak ważny jak ja”

Pamiętniki Clary relacjonują także powiększające się problemy zdrowotne Schnitzlera, aż do dnia jego śmierci w dniu 21 października 1931 r.: „Do ostatniego tchnienia trzymałam jego głowę w dłoniach”. Uroczystość upamiętniająca życie pisarza odbyła się w Burgtheater 15 listopada 1931 r. Clara Katharina Pollaczek wygłosiła przemówienie żałobne w formie napisanego dla ukochanego wiersza w pięciu zwrotkach.

## Utwory (wybór)
Utwory, wyjąwszy te, gdzie podano inaczej, opublikowane zostały w Neue Freie Presse.
Sztuki teatralne

- Mimi. Schattenbilder aus einem Mädchenleben, Szenenfolge ze wstępem Hugo von Hofmannsthala. W: Neue Deutsche Rundschau, 1 kwietnia 1897, s. 396–413. Ponownie w: Hansjörg Graf (Hrsg.): Der kleine Salon. Szenen und Prosa des Wiener Fin de Siècle. Z ilustracjami Gustava Klimta. Henry-Goverts-Verlag, Stuttgart 1970, ISBN 978-3-7740-0381-1, s. 231–268

- Redoute. Schauspiel in einem Aufzug (1926)
- Dame. Drama (1930)

Powieści

- Zwischen den Generationen (1920)
- Der Abhang (1924)
- Kind der Liebe. In: Neues Wiener Tagblatt 1926

- Die Schönheit der Konstanze (1929)
- Der Aufstieg (1929)
- Die Tochter des Hauses (1929),

- Zwischen den Generationen (1930)
- Mütter (1931)
- Zwischen den Generationen (1933)

Nowele i opowiadania

- Die Abschiedsfeier der Sybille Eugerth (1924)
- Der Tod der Gräfin Anastasia (1925)
- Der ewige Student (1925)

- Mädchen für Alles (1926)
- Mord (1927)
- Die Tochter des Hauses (1929)

- Das Fräulein von Corday d’Armont (1931)
- Die Kette (1932)

Poezje

- Abend (1926)
- Nach Sonnenuntergang (1927)
- Wissen um den Tod (1928)

- Im Aeroplan/Flug zu zweit (1929)
- Erinnerungsgang (Cottage 1933)
- Sein Zimmer (1934)

Gedichte der Liebe. Europäischer Verlag, Wiedeń, Lipsk 1936
Przekłady
- Paul Géraldy: Du und Ich (Toi et moi). Gedichte aus dem Französischen nachgedichtet von Clara Katharina Pollaczek, Zsolnay Verlag, Wiedeń 1927

Pamiętniki
- Arthur Schnitzler und Ich, 1896–1931, tomy 1-3 (rękopisy przygotowane do druku), Wiedeń 1931–1932